# Thalpomena rungsi
Thalpomena rungsi är en insektsart som beskrevs av Vitaly Michailovitsh Dirsh 1949. Thalpomena rungsi ingår i släktet Thalpomena och familjen gräshoppor. Inga underarter finns listade i Catalogue of Life.